# 남동생활문화센터

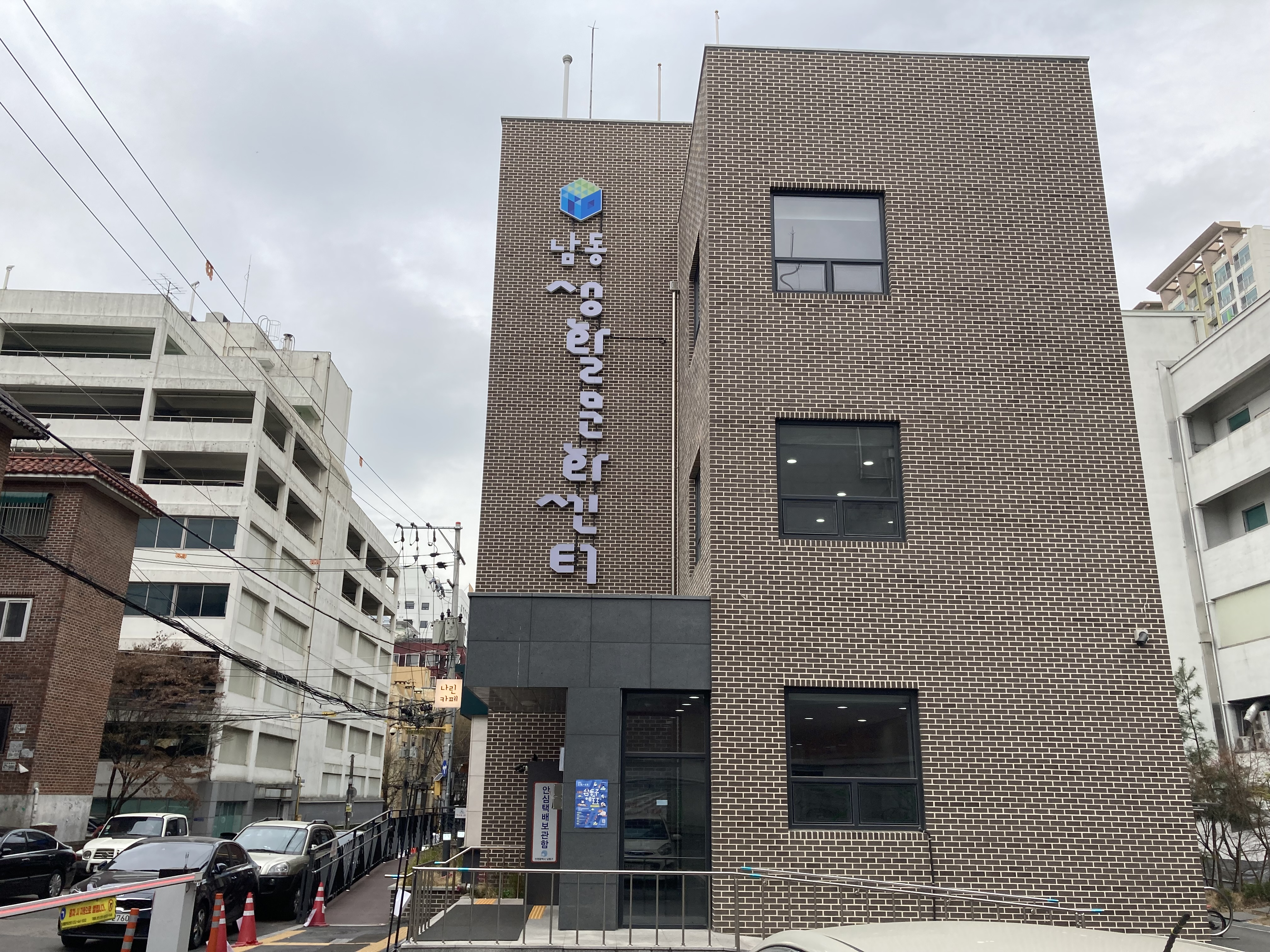
인천광역시 남동구 독점로30번길 15에 위치한 남동생활문화센터

남동생활문화센터는 인천광역시 남동구 독점로30번길 15에 위치해 있다.

## 개요
남동생활문화센터는 생활문화 및 문화예술 창작활동을 하며 자유롭게 표현하고 소통하는 복합문화공간으로 과거 구월1동 주민센터는 인천광역시 남동구 선수촌공원로 104로 이전하였다. 구월1동 행정복지센터 건립과 함께 남동2국민체육센터가 배치되었고, 남동문화재단에서 관리 운영한다.
문화전시 공간으로 운영된다.
- 주소 : 인천광역시 남동구 독점로30번길 15

## 시설정보
- 규모 : 연면적 1199.32㎡ (지하1층 ~ 지상3층)
- 주요시설 : 마주침 공간, 강의실1, 강의실2, 다목적홀, 마루공간, 주민자율공간
- 운영시간 : 09:00 ~ 18:00휴관 : 토~일(주말), 법정 공휴일